# Glomming Geek
I Glomming Geek sono stati un gruppo musicale italiano post punk formatosi in Toscana nella seconda metà degli anni ottanta.

## Storia dei Glomming Geek
Esordirono nel 1990 con l'album Dog's Head per Vitriol, influenzato dai Birthday Party, il blues malato di Nick Cave and the Bad Seeds e il noise rock di matrice americana.
Due anni dopo uscì il secondo loro album, Dig a Hole in the Sky per Wide Records, un lavoro con sonorità noise rock più pesanti, influenze industrial e psichedeliche, dopo il quale il gruppo si sciolse. Ultimo lavoro è il singolo Soul Without Stains / Great Western Machine uscito nel 1994.
Durante gli anni di attività il gruppo ha aperto i concerti di Gun Club, Leaving Trains, Fugazi, Screaming Trees e Unsane.
Dopo lo scioglimento, alcuni membri del gruppo hanno poi formato i Cosmic Whoop Domain e i Wagooba.
Il cantante, Spartaco Cortesi proseguì con un nuovo progetto da solista, Yellowcake, con cui realizzò due album per Radical Ambient / Wide Records, lavori influenzati sia dal noise rock dei Einstürzende Neubauten che dall'elettronica dei Kraftwerk.
Cortesi collaborò nell'album Total Emotion dei Wagooba del 2001.

## Formazione
- Hank Manino (Spartaco Cortesi) - voce / chitarra
- Max Tamburi (Massimo Gaffuri) - chitarra
- Basil Rathbone (Tomaso Azara) - basso
- Steve Dozer (Stefano Doretti) - batteria
- Gio Bullman (Giovanni Borselli) - tastiera (solo in Dog's Head)
- Stefano Piacenti - batteria (solo in Dog's Head)

## Discografia

### Glomming Geek

#### Album
- 1990 - Dog's Head (Vitriol)
- 1992 - Dig a Hole in the Sky (Wide Records)

#### Singoli
- 1994 - Soul Without Stains / Great Western Machine (Wide Records)

#### Compilation
- 1988 - Chiaroscuri - con i brani: The Geek's cage - Breathless  - Strain - Worm (Energeia, cassetta)
- 1989 - Ologenesi - con i brani: Mad butcher - Under the stone - Breathless - So hard (Energeia, cassetta)

### Yellowcake

#### Album
- 1996 - Inner Space Stations (Radical Ambient / Wide Records)
- 1998 - Hard Trax (Radical Ambient / Wide Records)